# Koralltuva
Koralltuva (Nertera granadensis) är en flerårig låg växt med orangeröda bär. Koralltuvan har en ovanligt stor utsträckning och kan finnas vild i bland annat Sydamerika, Mexiko, södra Australien, Västindien, Nya Zeeland och Madagaskar.

### Fotnoter
1. 1 2  ”Nertera granadensis hos Svensk Kulturväxtdatabas”. http://skud.se/index.php?option=com_wrapper&view=wrapper&Itemid=53. Läst 22 augusti 2010.